# Чико (Каліфорнія)
Чико (англ. Chico) — місто (англ. city) в США, в окрузі Б'ютт штату Каліфорнія. Населення — 101 475 осіб (2020). Місто має декілька прізвиськ — «місто дерев» та «місто троянд», причому останнє написано навіть на офіційній печатці Чико. У місті розташований один із найстаріших кампусів Державного університету штату Каліфорнія.

## Історія
Чіико було засноване 1860 року Джоном Бідвеллом, статус міста отримало 8 січня 1872 року. Починаючи з 1870-х років Чико стало одним із найбільших центрів китайської еміграції в Каліфорнії.

## Географія
Чико розташоване за координатами 39°45′19″ пн. ш. 121°49′8″ зх. д. / 39.75528° пн. ш. 121.81889° зх. д. (39,755159, −121,818797). За даними Бюро перепису населення США, у 2010 році місто мало площу 85,72 км², з яких 85,27 км² — суходіл та 0,45 км² — водойми.
Розташоване на північно-східному краю долини Сакраменто — одного з найродючіших сільськогосподарських районів США. За декілька км на схід від Чико височать гори Сьєрра-Невада, а за 8 км на захід від міста протікає річка Сакраменто. Територія міста переважно пласка з невеликими пагорбами поблизу східного краю. Містом протікають дві малі річки, що впадають у річку Сакраменто: Біг-Чико-Крік та Літл-Чико-Крік. Центр міста розташований між цими двома річками. У межах міста розташований великий муніципальний парк Бідвелл (15 км), який є третім за розміром муніципальним парком у Каліфорнії та одним із найбільших у США.

### Клімат
| Клімат : Чико                            | Клімат : Чико | Клімат : Чико | Клімат : Чико | Клімат : Чико | Клімат : Чико | Клімат : Чико | Клімат : Чико | Клімат : Чико | Клімат : Чико | Клімат : Чико | Клімат : Чико | Клімат : Чико | Клімат : Чико |
| Показник                                 | Січ.          | Лют.          | Бер.          | Квіт.         | Трав.         | Черв.         | Лип.          | Серп.         | Вер.          | Жовт.         | Лист.         | Груд.         | Рік           |
| Абсолютний максимум, °C                  | 25,0          | 27,8          | 33,9          | 36,7          | 42,2          | 46,1          | 47,2          | 46,7          | 45,6          | 41,7          | 32,8          | 25,6          | 47,2          |
| Середній максимум, °C                    | 12,8          | 16,2          | 19,1          | 22,6          | 27,4          | 31,5          | 34,6          | 34,3          | 32,1          | 26,3          | 18,2          | 13,1          | 24,1          |
| Середній мінімум, °C                     | 1,9           | 3,5           | 5,3           | 7,3           | 11,1          | 13,7          | 15,8          | 14,6          | 12,6          | 8,3           | 4,4           | 1,8           | 8,4           |
| Абсолютний мінімум, °C                   | −11,1         | −8,9          | −5            | −2,8          | −1,1          | 3,3           | 4,4           | 3,3           | 1,7           | −5            | −6,7          | −11,7         | −11,7         |
| Норма опадів, мм                         | 123           | 112           | 109           | 44            | 26            | 12            | 1             | 2             | 11            | 36            | 83            | 117           | 677           |
| ---------------------------------------- | ------------- | ------------- | ------------- | ------------- | ------------- | ------------- | ------------- | ------------- | ------------- | ------------- | ------------- | ------------- | ------------- |
| Джерело: Western Regional Climate Center |               |               |               |               |               |               |               |               |               |               |               |               |               |

## Населення
Згідно з переписом 2010 року, у місті мешкало 86 187 осіб у 34 805 домогосподарствах у складі 17 449 родин. Густота населення становила 1005 осіб/км². Було 37 050 помешкань (432/км²).
Расовий склад населення:
| - 80,8 % — білих - 4,2 % — азіатів - 2,1 % — чорних або афроамериканців - 1,4 % — корінних американців - 0,2 % — вихідців з тихоокеанських островів - 6,3 % — осіб інших рас |

До двох чи більше рас належало 5,0 %. Частка іспаномовних становила 15,4 % від усіх жителів.
За віковим діапазоном населення розподілялося таким чином: 19,5 % — особи молодші 18 років, 69,9 % — особи у віці 18—64 років, 10,6 % — особи у віці 65 років та старші. Медіана віку мешканця становила 28,6 року. На 100 осіб жіночої статі у місті припадало 98,2 чоловіків; на 100 жінок у віці від 18 років та старших — 96,8 чоловіків також старших 18 років.
Середній дохід на одне домашнє господарство становив 58 970 доларів США (медіана — 42 342), а середній дохід на одну сім'ю — 75 823 долари (медіана — 61 365). Медіана доходів становила 48 076 доларів для чоловіків та 39 096 доларів для жінок. За межею бідності перебувало 24,9 % осіб, у тому числі 20,5 % дітей у віці до 18 років та 8,2 % осіб у віці 65 років та старших.
Цивільне працевлаштоване населення становило 41 759 осіб. Основні галузі зайнятості: освіта, охорона здоров'я та соціальна допомога — 28,6 %, роздрібна торгівля — 15,5 %, мистецтво, розваги та відпочинок — 11,8 %, науковці, спеціалісти, менеджери — 10,6 %.

## Транспорт
За 6 км на північ від центру міста розташований Муніципальний аеропорт Чио. Є залізничне сполучення. У Чико перетинаються шосе штату (State Route) № 99 та № 32.

## Уродженці
- Пет Мастелотто (1955)[9] — американський рок-ударник і звукорежисер.
- Аарон Роджерс (1983) — професійний гравець в американський футбол.

## Міста-побратими
- Паскагула, США (з 2005 року)[10]